# Taner Yıldız (homme politique)
Taner Yıldız, né le 3 avril 1962, est un homme politique turc. Il est ministre de l'Énergie de 2009 à 2015.